# Paradrymonia streckfussi
Paradrymonia streckfussi är en fjärilsart som beskrevs av Eduard Honrath 1892. Paradrymonia streckfussi ingår i släktet Paradrymonia och familjen tandspinnare. Inga underarter finns listade i Catalogue of Life.